# Meteorus austini
Meteorus austini är en stekelart som beskrevs av Wu och Chen 2000. Meteorus austini ingår i släktet Meteorus och familjen bracksteklar. Inga underarter finns listade i Catalogue of Life.